# Yvetta Tannenbergerová
Yvetta Tannenbergerová (8. prosince 1968 – 17. července 2012) byla slovenská operní pěvkyně.

## Život
Yvetta Tannenbergerová pocházela z umělecké rodiny. Jak sama uvedla v jednom rozhovoru: „Babička je profesorkou zpěvu, máma je houslistka a otec byl violoncellista“.  Vystudovala zpěv na bratislavské konzervatoři, po ukončení studia v roce 1989 nastoupila na stáž v berlínské Státní opeře, v roce 1990 přešla do operního studia ve Vídeňské státní opeře, kde se po čtyřech měsících stala sólistkou. Zde spolupracovala s významnými světovými umělci, jako například se španělským tenoristou Plácidem Domingem či italským dirigentem Claudio Abbadem.
Od roku 1993 působila jako svobodná umělkyně, hostovala v Národním divadle v Brně, ve Slovenském národním divadle, Národním divadle v Praze nebo Slovenské filharmonii.
Kromě operních představení rovněž vystupovala na koncertech, často i v zahraničí. Vystoupila mimo jiné v Paříži, ve Vídni, v Bergenu, v Japonsku, ve Švýcarsku. Vedle velkých sopránových úloh v rozsáhlém operním repertoáru často vystupovala také jako zpěvačka a herečka v klasických operetách.
V sezóně 2001-2002 nastudovala roli Violetty ve Verdiho opeře La traviata, za kterou byla nominována na cenu Thálie 2001.
Mezi její role patřila například Jenůfa (Její pastorkyňa) (2003/2004), v prosinci 2006 debutovala v roli Lišky Bystroušky v Deutsche Oper v Berlíně.
Zemřela po dlouhé nemoci, na nádor na mozku.